# Stephens Passage

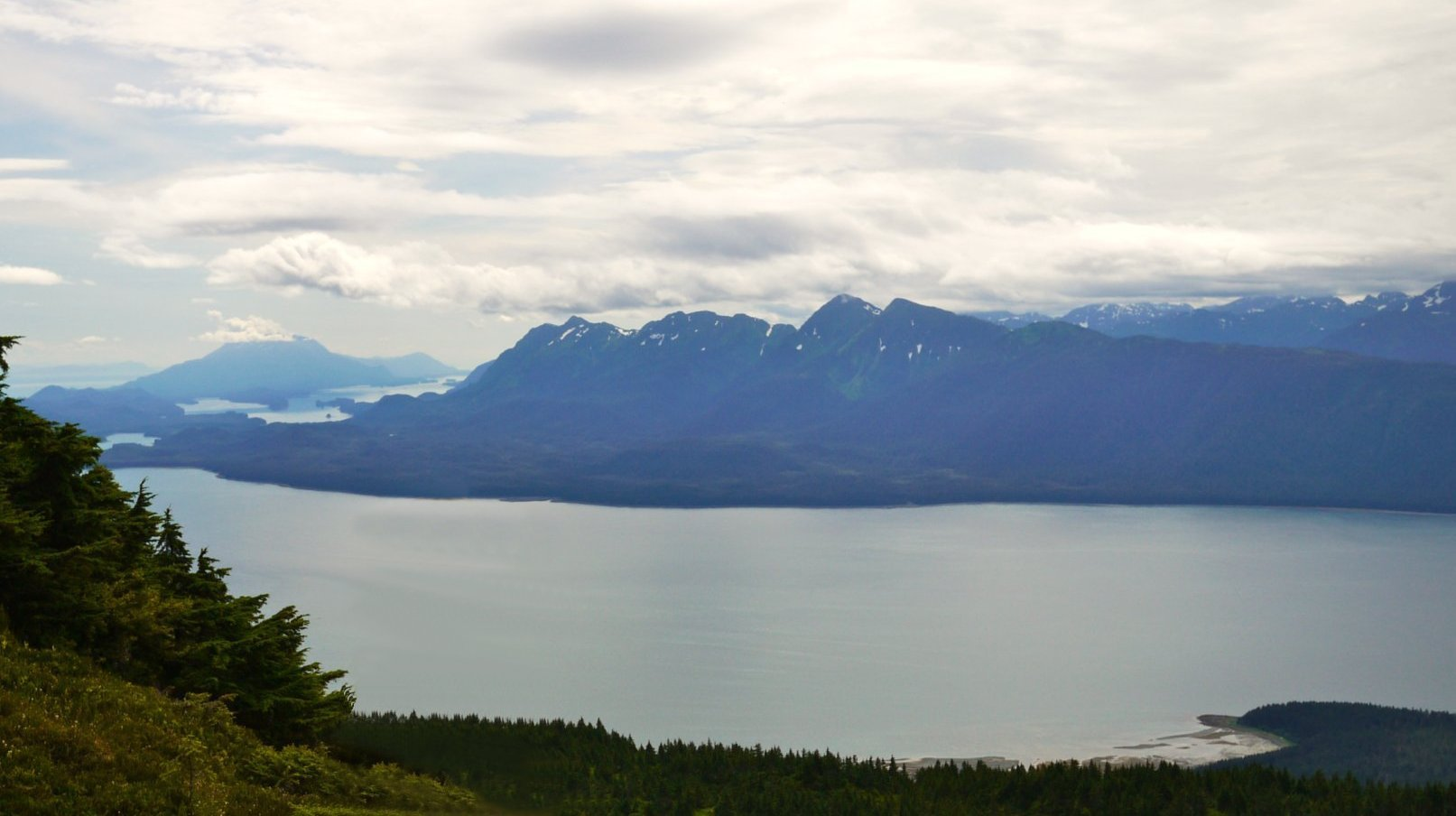
Stephens Passage presso Seymour Canal (isola Admiralty)

Lo Stephens Passage è un braccio di mare del Pacifico nord-orientale. Fa parte dell'Inside Passage, un insieme di fiordi, canali e insenature che separano fra loro e con la terraferma le isole dell'Arcipelago Alessandro, nell'Alaska sud-orientale.
Stephens Passage deve il suo nome all'esploratore britannico George Vancouver che lo nominò così nel 1794 per ricordare il baronetto Sir Philip Stephens.

## Geografia
Lo Stephens Passage è lungo circa 170 km e va dal Favorite Channel a nord, fino al Frederick Sound a sud, separando l'isola Admiralty ad ovest dalla terraferma e isola Douglas ad est.
Sullo Stephens Passage si affacciano diversi corsi d'acqua minori.

Nella zona nord: 
- il Canale Gastineau, che separa la terraferma dall'isola Douglas, lungo il quale si trova Juneau, la capitale dell'Alaska;
- il Taku Inlet, una profonda insenatura che si apre sul lato orientale del Passage, presso l'estremità sud del canale Gastineau e arriva fino alla foce del fiume Taku.

Nella zona centrale:
- Port Snettisham, fiordo sulla riva orientale del Passage. La zona è ricca di giacimenti minerari di ferro e oro.
- Holkham Bay, baia sulla riva est del Passage a circa 20 km sud di Port Snettisham, vi si aprono Tracy Arm a nord e Endicott Arm a sud-est.
- Tracy Arm, una delle più note mete turistiche dell'Alaska, visitato annualmente da centinaia di navi da crociera. Al termine del fiordo si trova il ghiacciaio Sawyer, meta di turisti per la sua "produzione" di iceberg.[2]
- Endicott Arm, fiordo lungo circa 45 km al termine del quale si trova il ghiacciaio Dawes.

Nella zona sud:
- Seymour Canal, una profonda insenatura dell'isola di Admiralty che si sviluppa per circa 60 km in direzione nord-ovest.
- Windham Bay, baia nella parte sud-orientale del Passage. Fa parte dell'area naturale protetta del Chuck River.
- Port Houghton, profonda insenatura posta presso l'estremo sud dal Passage.